# Maryland Automobile Company
Maryland Automobile Company war ein US-amerikanischer Hersteller von Kraftfahrzeugen. Ebenso wird die Firmierung Maryland Automobile & Manufacturing Company genannt.

## Unternehmensgeschichte
Das Unternehmen wurde im Frühling 1900 in Luke in Maryland gegründet. Beteiligt waren Joseph Borrow, John C. Bossel, S. B. Harcom, Milton Jacobi und Alexander S. Stern. Im gleichen Jahr begann die Produktion von Automobilen. Der Markenname lautete Maryland. Im Dezember 1900 zerstörte ein Sturm das Werk. Allerdings war das Unternehmen versichert. Nach Wiederaufbau wurde die Produktion fortgesetzt. Am 15. Mai 1901 begann die Insolvenz.
1902 übernahm ein anderes Unternehmen das Werk.
Es bestand keine Verbindung zur Sinclair-Scott Company, die ein paar Jahre später den gleichen Markennamen verwendete.

## Fahrzeuge
Im Angebot standen ausschließlich Dampfwagen. Sie hatten einen Dampfmotor mit zwei Zylindern. Die Motorleistung wurde über eine Kette an die Hinterachse übertragen. Als Aufbauten sind Tourist Carriage, Surrey, Phaeton, Runabout, Omnibus, ein weiterer Omnibus mit 14 Sitzen, Lieferwagen und Racing Machine überliefert. Die Neupreise lagen zwischen 900 und 2500 US-Dollar.